# الوادين (الوادين)
الوادين هي إحدى مشيخات المملكة المغربية، تتبع جغرافيا لإقليم مولاي يعقوب وإداريًا لالوادين. يقدر عدد سكانها بـ 6477 نسمة حسب الإحصاء الرسمي للسكان والسكنى لسنة 2004.